# Arbeitsvertragsrecht der bayerischen Diözesen
Die Abkürzung ABD steht für den Begriff „Arbeitsvertragsrecht der bayerischen (Erz-)Diözesen“ und gilt für alle beruflichen Mitarbeiter des sogenannten verfassten kirchlichen Bereichs in Bayern. Das umfasst die Ordinariate, die Kirchenstiftungen der Pfarreien, einen Großteil der Schulen in kirchlicher Trägerschaft und im Normalfall auch die Mitarbeiter der kirchlichen Verbände. Das ABD regelt das gesamte Arbeitsvertragsrecht dieser Mitarbeiter der römisch-katholischen Kirchen in Bayern und ist an den Tarifvertrag für den öffentlichen Dienst (TVöD) angelehnt.